# Pulgarcito
|  | Per a altres significats, vegeu «Pulgarcito (còmic)». |

Pulgarcito, va ser una revista de còmic en castellà editada a Barcelona per Joan Bruguera el 1921. Va néixer com a revista de premsa infantil i va acabar convertida en revista de còmic amb un contingut d'historietes humorístiques i realistes. Pulgarcito, s'editava a Catalunya amb idioma castellà i una periodicitat setmanal. La publicava l'editorial El Gato Negro, la qual, després de canviar el nom, seria l'Editorial Bruguera. El primer número, es va editar el mes de juny de 1921.
Pulgarcito va ser una proposta de l'editor d'El Gato Negro, Joan Bruguera Teixidó. Al principi, la revista combinava relats, articles, passatemps i acudits; la historieta tenia en les seves pàgines només una presència testimonial. Molt aviat va tenir un considerable èxit de públic: es calcula que a partir del número 9 va arribar a un tiratge de 50.000 exemplars. En les primeres historietes de la revista hi van col·laborar dibuixants com Salvador Mestres i Emili Boix. Abans de 1939 la revista va conèixer tres etapes diferents, amb sensibles diferències en el format i en el nombre de pàgines; durant la tercera d'elles, en plena Guerra Civil, va funcionar com empresa gestionada pels mateixos empleats.
Després de la guerra civil, la penúria econòmica va dificultar la publicació de la revista. Entre 1945 i 1947 es publiquen, amb periodicitat irregular, només 13 números i un almanac. Entre 1947 i 1952 Pulgarcito recupera la seva aparició setmanal, però canvia freqüentment de capçalera (mantenint sempre la paraula "Pulgarcito", al costat de canviants avant-títols), i eludeix la numeració en portada, ja que mancava el permís oficial per a publicar-se regularment. En aquesta època es va iniciar l'auge de les historietes còmiques de Bruguera, amb l'aparició de personatges que han quedat en la memòria col·lectiva de generacions de catalans i d'espanyols.
Part de les seves historietes es van recopilar de forma monogràfica a col·leccions com Magos del lápiz (1949) i Col·lecció Olé (1971).
Associades a aquesta revista, van ser també editades per la mateixa editorial les revistes Gran Pulgarcito (1969-70), que alternava el material de Bruguera amb historietes foranes, fonamentalment franceses, i Súper Pulgarcito.
Pulgarcito va continuar publicant-se amb importants canvis fins al 1986, data que va desaparèixer Bruguera. El 1987 va reprendre la publicació Ediciones B, però va tancar el mateix any després de 38 números més. En total és la segona sèrie del còmic espanyol de major durada després del TBO sent les úniques que van sobreviure a la Guerra Civil Espanyola.

## Història de la publicació

### Inicis. Primera època 1921-1936
El Juny de l'any 1921, neix una revista de premsa infantil anomenada Pulgarcito. El nom el manlleva del popular personatge de contes del mateix nom. Editada per, l'editorial  El Gato Negro (més endavant, va canviar el nom i es va anomenar Editorial Bruguera), el seu format era el de revista, amb vuit pàgines impreses a dos colors, combinades amb d'altres en blanc i negre, les mides eren de 15,5 x 21 cm, i el seu preu de 5 cèntims, de pesseta.

A la capçalera, hi havia un subtítol que explicava el tipus de contingut que es podia trobar a l'interior, el subtítol era, “Periodico infantil de cuentos, historietas, aventuras, entretenimiento, etc., etc.” Una altra de les característiques és la historieta d'humor de la portada, aquesta es desenvolupava en sis vinyetes. L'autoria de les primeres portades se li atribueixen a Urda.
Al costat del títol de la portada, hi ha, la cara d'un nen, la del Pulgarcito. El creador d'aquest rostre és el dibuixant, Daniel Masgoumiery Pena, conegut amb el pseudònim de Niel. La publicació, neix amb la intenció de fer la competència a la publicació anomenada, TBO.
Va arribar als 850 números en la seva primera època i va tenir sensibles diferèncias en el format i nombre de pàgines, combinant relats, articles, passatemps i acudits; la historieta tenia a les seves pàgines només una presència testimonial.
En aquesta etapa de la publicació hi varen participar dibuixants com; P.Clapera, Donaz, E.Boix, Arturo Moreno, "Niel" (pseudònim de Daniel Masgoumiery i Pena), Salvador Mestres, Tínez, Urda i Ermengol Vinaixa.

### Segona època 1937
La revista no va modificar de forma significativa el seu contingut durant els primeros compasos de la Guerra Civil, encara que durant aquest any només va produir 5 números.

### Tercerna època 1938
Durant aquest any, El Gato Negro va funcionar com una empresa autogestionada pels mateixos treballadors, produint 48 números de la revista.

### Quarta època 1945-47
L'Editorial El Gato Negro va canviar de nom després de la Guerra Civil, passant-se a anomenar Editorial Bruguera, i es va proposar reprendre la publicació de Pulgarcito, que havia estat la seva capçalera més emblemàtica. Malgrat això, durant el conflicte, el nou règim polític ja havia establert un monopoli editorial de publicacions infantils controlat pel partit únic, la FET y de las JONS, que mantindria durant les dècades següents una posició privilegiada pel seu caràcter oficialista. Igual que altres editors, Bruguera va haver d'enfrontar-se a l'escassetat del paper (al qual tenien accés preferent les publicacions del règim) i la manca de permisos per publicar revistes de caràcter periòdic. Per això van recórrer al subterfugi de variar lleugerament la capçalera de cada quadern, com si es tractés de publicacions unitàries.
Així, sota la direcció del periodista Rafael González, Bruguera va rellançar Pulgarcito l'any 1945 amb periodicitat irregular i una capçalera canviant (Cuadernos Infantiles Pulgarcito, Biblioteca Infantil Pulgarcito, etc.). Van ser entre vuit i tretze quaderns (no se n'ha pogut establir el número exacte), on van publicar autors com Salvador Mestres, Niel, Cifré, Manuel Jiménez Arnalot, Nadal o Ayné.

### Cinquena època 1947-52
Entre 1947 i 1952, Pulgarcito va recuperar la periodicitat setmanal, però va canviar freqüentment de capçalera, mantenint sempre la paraula Pulgarcito amb diferents avanttítols (Historietas infantiles Pulgarcito, Álbum Infantil Pulgarcito, Biblioteca Cómica Pulgarcito, etc.), i eludint la numeració a la portada, ja que no tenia permís oficial per publicar-se regularment, encara que a partir del desè llançament es va començar a afegir la numeració discretament a la contraportada. D'aquesta manera es publiquen 264 exemplars.
Rafael González va dotar Pulgarcito d'una personalitat diferenciada: la d'una revista teòricament infantil i juvenil que oferia, en realitat, una transcripció grotesca de la societat de postguerra. Autors com Cifré, Jorge, Escobar, Conti, Peñarroya, Nadal o Vázquez van constituir allò que s'anomena l'Escola Bruguera, i van crear sèries per a la revista com El repórter Tribulete, Don Pío, Carpanta, Zipi y Zape, Heliodoro Hipotenuso, Cucufato Pi, Doña Urraca o Las hermanas Gilda, per esmentar-ne només alguns de tots els que van sorgir durant aquests anys. Juntament amb les historietes d'humor, les pàgines de Pulgarcito també n'oferien historietes d'aventures amb grafisme realista, El Inspector Dan de la Patrulla Volante d'Eugenio Giner i Silver Roy d'Antoni Bosch Penalva, així com les seccions Digame Vd., El mundo ríe, La historieta rompecabezas i Aunque le cueste creerlo.
El 1951 amb motiu del 30º Aniversari de la revista, va augmentar el seu format i van introduir més colors.

### Sisena època 1952-81
Bruguera va aconseguir l'autorització per publicar regularment Pulgarcito el 1952, i ho va fer visible amb una curiosa decisió: el quadern d'aquesta etapa numerada a la contraportada amb el 249 duia a la part inferior de la portada el número 1.091, el suposat resultat de la suma de tots els llançaments ordinaris de la revista a les seves diferents èpoques des de 1921 fins aquell moment. Aquesta numeració doble es va mantenir fins al número 264/1.106, del juny de 1952. Després va continuar amb la numeració única a partir del 1.107, que gran part dels col·leccionistes anomenen la “sisena època” mentre que l'editorial ho va considerar primera època fins a 1981.
Como contrapartida negativa, aquest any 1952, la censura organitzada arriba a supervisar els còmics infantils, modificant el llenguaje o moderant els comportaments dels personatjes, com Doña Urraca. Amb tot, Pulgarcito va assolir en aquesta època un èxit rotund i es va convertir en un model per a tota la línia de revistes infantils de l'Editorial Bruguera. Continuen apareixent personatges com Petra, criada para todo (Escobar), El doctor Cataplasma, Troglodito i El profesor Tragacanto (Martz Schmidt), Pascual, criado leal (Nadal).
Al 1957 els dibuixants Escobar, Peñarroya, Cifré, Conti i Giner van deixar Bruguera per crear l'empresa autogestionada D.E.R. (Dibuixants i Editors Reunits) amb l'objectiu de publicar una revista de còmic dirigida a un públic adult, a la que van anomenar Tio Vivo, però, per la legislació vigent, els personatges continuen a Bruguera, que es dedica a repetir historietes ja publicades. La sortida d'aquests dibuixant provoca l'entrada de una altra fornada de dibuixants, coneguda com a 2ª generació Bruguera, entre els que es broben Gin, F. Ibáñez (que en aquesta sèrie presenta a Mortadelo y Filemón, agencia de información i La familia Trapisonda), Raf (Doña Lío Portapartes, señora con malas artes, Don Pelmazo Bla, bla, bla... y las mil latas que da), Segura (Rigoberto Picaporte, solterón de mucho porte), Gosset, Nené Estivill (La terrible Fifí) i Sanchís.
Durant els anys 60, la proliferació de revistes de Bruguera (inclosa la compra de Tío Vivo) y el ball de personatges entre elles fa perdre part de la importància i personalitat de Pulgarcito. En aquests anys, a més desapareix la rotulació manual, substituïda per tipografia mecànica i s'estanca la creació de noves sèries, ja que les vendes semblen assegurades. Progressivament, es va abandonar el públic adult en benefici de les revistes Can Can i El DDT (1ª y 2ª època) per concentrar-se en l'infantil, que escapava a la censura més forta. Pitjor per a la qualitat seria l'adulteració d'autor amb historietes apòcrifes o la reedició d'historietes antigues sense avís de que ho són. Tot això uniforma les diferents revistes de l'editorial, que fa de Pulgarcito una més quant a la seva qualitat, encara que manté les vendes gràcies a noves incorporacions como les de Anacleto, Agente Secreto (Vázquez) i El Sheriff King (Victor Mora amb pseudònim de Victor Alcazar al guió i dibuix de Francisco Díaz). Amb tot, al final d'aquesta dècada, Pulgarcito assolirà en tirada al TBO, amb la ventatja per a Bruguera de la venda també massiva de les seves altres revistes.
Bruguera va voler explotar l'èxit de la marca amb altres publicacions com Súper Pulgarcito, Pulgarcito: Suplemento para niñas, Gran Pulgarcito o Mini Pulgarcito, entre d'altres. Malgrat això, l'èxit de la revista Mortadelo i d'altres capçaleres que van prendre el nom dels personatges més populars de la casa va perjudicar Pulgarcito, que va perdre quota progressivament durant els anys 70. Ja no era la sèrie on es publicaven les novetats ni els personatges de més èxit, substituïda en aquest sentit per Súper Pulgarcito i sobretot per Mortadelo. El darrer número (el 2.597) de la revista duia la data del 16 de febrer de 1981.

### Setena època 1981-85
Bruguera va decidir apostar per una capçalera amb un nou plantejament. La idea va sorgir arran de la sol·licitud que l'editorial va fer a tres autors de la casa de plantejar un nou personatge: Raf, Ibáñez i Jan van fer les seves propostes, i va ser aquest últim qui finalment va convèncer. Casualment, la nova sèrie de Jan es titulava Pulgarcito pel que, el 2 de març de 1981 (només dues setmanes després de la publicació de l'últim número de l'etapa anterior) i dirigida per Mercedes Blanco Abelaira, va aparèixer als quioscos una nova revista amb el mateix títol però amb una filosofia molt diferent. D'entrada, aquest Pulgarcito estava clarament dirigit al públic infantil, i es presentava com una revista de 100 pàgines en format de butxaca i amb llom. El seu protagonista principal, Pulgarcito, era una revisió molt actualitzada per part de Jan del clàssic personatge del conte. Pulgarcito vivia amb la seva família (els seus pares i els seus cinc germans) i el seu gat, Medianoche, en un modest pis de ciutat. El protagonisme de Pulgarcito va ser compartit amb personatges secundaris molt ben elaborats com el senyor Ogro, un científic malhumorat que havia construït un prototip operatiu d'una màquina del temps, Trini, la seva filla i l'escombriaire del barri, un excel·lent narrador de contes. Jan, inspirant-se en diversos títols de la literatura infantil, va aconseguir amb Pulgarcito una de les millors sèries de la historieta infantil espanyola.
La revista es complementava amb sèries foranes de procedència nord-americana, alemanya, francobelga i holandesa (Tom y Jerry, Fix y Foxi, Lanitas, Los Pitufos o Bermudillo, el genio del hatillo), altres espanyoles com Tete Cohete (el personatge que havia creat Ibáñez per a la col·lecció) i moltes reedicions de sèries de la casa adaptades al nou format. Les portades també reflectien aquesta doble vessant, convinant portades originals amb altres de procedència forana protagonitzades per Tom, Jerry i Tuffy, publicades originalment per Dell Comics a sèries com Tom & Jerry Comics.
A partir de 1982, va començar a incloure les adaptacions al còmic de les sèries de televisió Érase una vez... el espacio i D'Artacan y los tres mosqueperros. Al mateix any, quan Jan havia de compaginar Pulgarcito amb Super Llopis, les seves aventures van començar a desaparèixer de la seva pròpia revista a partir del número 57, fins que el 1983 la sèrie de Jan va deixar de publicar-se, tot i que el personatge va continuar apareixent en algunes portades. Entre els números 125 a 175 el seu fill gran Juan José realitzaria onze històries noves.
L'estiu de 1983 va dur a terme una promoció editorial consistent en entregar cada uno de los números de la col·lecció compresos entre el 110 y el 135 acompanyat de dos exemplars atrasats de la col·lecció integrats (amb les seves portades) a l'encuadernació del número ordinari. El preu passava de les 75 pessetes a les 100, recuperant el preu anterior en el número 136.
Al març de 1984 Pulgarcito va canviar la periodicitat a mensual. A les portes de la crisi editorial de Bruguera, Pulgarcito va seguir apareixent amb material reeditat del fons de l'empresa fins al seu tancament el 1985.

### Vuitena època 1985-1986
Al desembre de 1985, encara amb Bruguera va començar-se una nueva etapa de la revista, amb la direcció de Francisco Serrano Barrau. Només es van publicar 25.

### Novena època 1987
El 1987, Ediciones B va rellançar la capçalera amb un format de 26 x 18 cm., produint 38 números.

## Cronologia de Publicació
- 1921: El mes de juny, es publica per primera vegada la revista Pulgarcito. La publica l'editorial, El Gato Negro, propietat de Joan Bruguera Teixidó.[2]
- 1933: Mor, Joan Bruguera Teixidó, el propietari de l'editorial El Gato Negro, que passa a mans dels seus fills, Francesc i Pantaleo, aquests donen un aire nou a l'editorial, i a la publicació, Pulgarcito.[2]
- 1936: Amb l'esclat de la Guerra Civil espanyola, la revista se'n ressent, per la manca de matèries primeres, el fet que els seus dibuixants i guionistes siguin cridats al front, i tots els inconvenients derivats d'un país en guerra.[2]

## Personatges
Cronologia dels personatges de la revista Pulgarcito
- El 1947 fan la seva aparició El reporter Tribulete, i Don Furcio Buscabollos, de Cifré; Carpanta, d'Escobar; Don Pío, de Peñarroya.
- El 1948 Zipi y Zape, d'Escobar; Gordito Relleno, de Peñarroya; Doña Urraca, de Jorge.
- El 1949 Las hermanas Gilda, de Manuel Vázquez; El loco Carioco, de Conti.

El 1952 s'inicia una nova etapa de la revista quan per fi arriba el permís oficial per a editar-se com a publicació periòdica. També sorgeixen nous personatges: 
- El 1953, Pascual, criado leal, d'Ángel Nadal; El doctor Cataplasma, de Martz Schmidt.
- El 1954 Petra, criada para todo, d'Escobar.
- El 1957, Troglodito, de Martz Schmidt; Rigoberto Picaporte, solterón de mucho porte, de Roberto Segura
- El 1958, La terrible Fifí, de Nené Estivill; Mortadel·lo i Filemó i La familia Trapisonda, d'Ibáñez
- El 1959, El profesor Tragacanto, de Martz Schmidt.
- El 1964, Anacleto, Agente Secreto, de Vázquez i El Sheriff King de Victor Mora i Francisco Díaz.

El 1981 tanca la sèrie històrica i dues setmanes després en comença una altra, amb un nou format. Hi tenen continuant Pulgarcito, de Jan i Tete Cohete d'Ibáñez, creades per a la nova revista, encara que el primer havia debutat anteriorment.